# خفاش میوه‌خوار بینی‌لوله‌ای کهتر
خفاش میوه‌خوار بینی‌لوله‌ای کهتر (نام علمی: Paranyctimene raptor) نام یک گونه از سرده خفاش‌های میوه‌خوار بینی‌لوله‌ای فرعی است.